# Хронологія рекордів України з естафетного бігу 4×200 метрів серед чоловіків
Рекорди України з естафетного бігу 4×200 метрів визнаються Федерацією легкої атлетики України з-поміж результатів, які показали українські легкоатлетичні квартети на біговій доріжці стадіону, за умови дотримання встановлених вимог.

## Хронологія рекордів
| | Час     | Команда                                                                                           | Місто змагань | Дата змагань  | Примітки | Відео |
| --- | ------- | ------------------------------------------------------------------------------------------------- | ------------- | ------------- | -------- | ----- |
| | 1.22,9  | УРСР · Сергій Голіус · Олексій Голоурний · Володимир Бронніков · Володимир Ігнатенко              | Тбілісі       | 15-18.09.1978 | [ 1 ]    |       |
| Чемпіонат СРСР, ф1, «Динамо»: 1. УРСР 1.22,9. 2. РРФСР 1.23,2. 3. Білоруська РСР 1.25,3. 4. Туркменська РСР 1.25,7. 5. Казахська РСР 1.26,1. 6. Ленінград 1.26,3. 7. Краснодарський край 1.26,9. 8. Москва DQ. |         |                                                                                                   |               |               |          |       |
| | 1.21,32 | Україна Дмитро Ваняікін (Квм) Олег Твердохліб (Днп) Ігор Стрельцов (Зп) Владислав Дологодін (Хрк) | Портсмут      | 05.06.1993    |          |       |
| Pearl European Relays, ф1. |         |                                                                                                   |               |               |          |       |
| 31 рік, 285 днів від дати встановлення |         |                                                                                                   |               |               |          |       |